# Wybory parlamentarne w Wolnym Mieście Gdańsku w 1923 roku

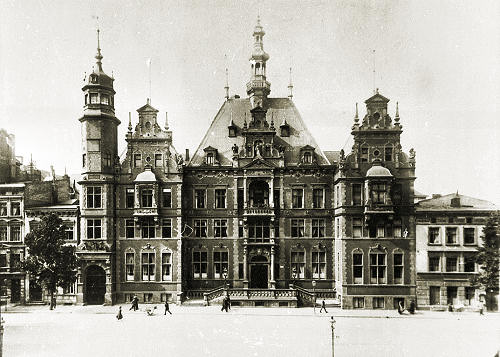
Budynek gdańskiego Volkstagu

Wybory parlamentarne w Wolnym Mieście Gdańsku w 1923 roku – drugie w historii Wolnego Miasta Gdańska wybory do parlamentu – Volkstagu (II kadencja), składającego się ze 120 posłów, przeprowadzone 18 listopada 1923 roku. W ich wyniku większość zachowała Niemiecka Narodowa Partia Ludowa, jednak druga, Socjaldemokratyczna Partia Niemiec zwiększyła liczbę swoich mandatów z 21 do 30. Kadencja trwała od 1 stycznia 1924 roku do 3 grudnia 1927 roku.
| Partia                                              | Głosów  | % głosów | Mandatów | % mandatów |
| --------------------------------------------------- | ------- | -------- | -------- | ---------- |
| Niemiecka Narodowa Partia Ludowa (DNVP)             | 44 459  | 26,98    | 33       | 27,50      |
| Socjaldemokratyczna Partia Niemiec (SPD)            | 39 755  | 24,12    | 30       | 25,00      |
| Partia Centrum Wolnego Miasta Gdańska               | 21 114  | 12,81    | 15       | 12,50      |
| Komunistyczna Partia Niemiec (KPD)                  | 14 982  | 9,09     | 11       | 9,17       |
| Niemiecka Partia Postępu i Gospodarki               | 11 009  | 6,68     | 8        | 6,67       |
| Niemiecka Partia Społeczna                          | 10 301  | 6,25     | 7        | 5,83       |
| Niemiecko-Gdańska Partia Ludowa                     | 7406    | 4,49     | 6        | 5,00       |
| Partia Polska                                       | 7212    | 4,38     | 5        | 4,17       |
| Wolne stowarzyszenie urzędników i pracowników       | 4782    | 2,90     | 3        | 2,50       |
| Stowarzyszenie rybaków, małych firm i rzemieślników | 1810    | 1,10     | 1        | 0,83       |
| Partia Gospodarzy i Najemców                        | 1686    | 1,02     | 1        | 0,83       |
| Zrzeszenie Narodowe, Chrześcijańsko-Społeczne       | 278     | 0,17     | 0        | 0          |
| głosy nieważne                                      | 517     | 0,31     | 0        | 0          |
| Razem                                               | 164 794 | 100      | 120      | 100        |
| Frekwencja                                          | 81,60%  | 81,60%   | 81,60%   | 81,60%     |